# Баджер (Міннесота)
Баджер (англ. Badger) — місто (англ. city) в США, в окрузі Росо штату Міннесота. Населення — 429 осіб (2020).

## Географія
Баджер розташований за координатами 48°46′36″ пн. ш. 96°1′16″ зх. д. / 48.77667° пн. ш. 96.02111° зх. д. (48.776717, -96.021214).  За даними Бюро перепису населення США в 2010 році місто мало площу 3,45 км², уся площа — суходіл.

## Демографія
Згідно з переписом 2010 року, у місті мешкало 375 осіб у 181 домогосподарстві у складі 103 родин. Густота населення становила 109 осіб/км².  Було 235 помешкань (68/км²).
Расовий склад населення:
| - 93,1 % — білих - 2,1 % — азіатів - 1,1 % — корінних американців - 0,3 % — чорних або афроамериканців - 1,1 % — осіб інших рас |

До двох чи більше рас належало 2,4 %. Частка іспаномовних становила 1,1 % від усіх жителів.
За віковим діапазоном населення розподілялося таким чином: 23,7 % — особи молодші 18 років, 57,9 % — особи у віці 18—64 років, 18,4 % — особи у віці 65 років та старші. Медіана віку мешканця становила 42,8 року. На 100 осіб жіночої статі у місті припадало 92,3 чоловіків;  на 100 жінок у віці від 18 років та старших — 97,2 чоловіків також старших 18 років.
Середній дохід на одне домашнє господарство  становив 47 710 доларів США (медіана — 46 786), а середній дохід на одну сім'ю — 60 066 доларів (медіана — 57 500). Медіана доходів становила 43 125 доларів для чоловіків та 31 250 доларів для жінок. За межею бідності перебувало 12,5 % осіб, у тому числі 15,7 % дітей у віці до 18 років та 15,3 % осіб у віці 65 років та старших.
Цивільне працевлаштоване населення становило 219 осіб. Основні галузі зайнятості: виробництво — 38,4 %, освіта, охорона здоров'я та соціальна допомога — 16,4 %, мистецтво, розваги та відпочинок — 9,6 %, роздрібна торгівля — 8,2 %.